# شب ژوئن
شب ژوئن (سوئدی: Juninatten) یک فیلم در ژانر درام به کارگردانی پر لینبری است که در سال ۱۹۴۰ منتشر شد. از بازیگران آن می‌توان به اینگرید برگمان، ماریان لفگرن، هاسه اییکمان، و گودران بروست اشاره کرد.